# یوسف محمد (بازیکن فوتبال، زاده ۱۹۹۹)
یوسف محمد (عربی: يوسف محمد؛ زادهٔ ۲۶ ژوئن ۱۹۹۹) بازیکن فوتبال اهل سوریه است.
وی همچنین در تیم‌های ملی فوتبال زیر ۲۳ سال سوریه و سوریه بازی کرده‌است.